# Hermann Jakob Czernin von Chudenitz

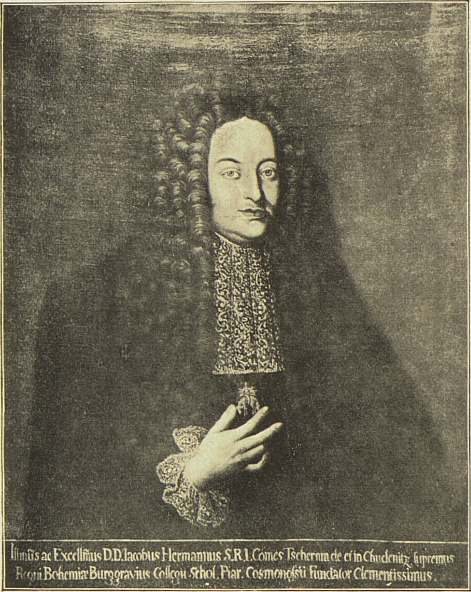
Hermann Jakob Gottlieb Czernin von Chudenitz

Hermann Jakob Gottlieb Reichsgraf Czernin von Chudenitz (tschechisch Heřman Jakub Černín z Chudenic) (* 25. Juli 1659 in Wien; † 8. August 1710 in Prag) war ein böhmischer Adliger und österreichischer Diplomat.

## Leben
Er stammte aus dem böhmischen Adelsgeschlecht der Czernin von Chudenitz. Seine Eltern waren der Diplomat Humprecht Johann Reichsgraf Czernin von Chudenitz (* 14. Februar 1628; † 3. März 1682) und die aus Mantua gebürtige Hofdame Maria Diana Hippoliti da Gazoldo (* 2. September 1636; † 22. September 1687). Von seinem Vater erbte er u. a. die Herrschaften Chudenitz, Neuhaus, Petersburg, Schönhof, Platz, Kosmanos, Winarz, Rabenstein, Gießhübel und Neudek. Von Februar bis Mai 1695 fungierte er im Auftrag Kaiser Leopolds I. als außerordentlicher Gesandter in Warschau. Dort versuchte er König Johann Sobieski und seine Berater für eine Allianz im Kampf gegen die Türken zu gewinnen. Von 1700 bis 1704 hatte er das Amt des höchsten Provinzgerichtsmeisters inne. Nach dem Staatsbankrott von 1703 lieh er der Staatskasse 1.200.000 fl. Von 1704 bis zu seinem Tode bekleidete er das Amt des obersten Statthalters von Böhmen bzw. Oberstburggraf von Prag. Er starb 1710 im Palais Czernin in Prag und wurde im St. Veitsdom in der Kapelle des Hl. Sigismund beigesetzt. Sein Herz wurde getrennt in Kosmanos bestattet.

## Familie
Er vermählte sich am 12. Januar 1687 in erster Ehe mit Maria Josepha Slavata von Chlum und Koschumberg (* 2. Februar 1667; † 10. August 1708) und am 6. Oktober 1709 in zweiter Ehe mit Antonia Josepha Gräfin von Kuenburg (* 11. Juni 1685; † 4. März 1755). Seine Kinder waren:
- Maria  Margaretha (* 11. Juli 1689; † 4. Juli 1725) ⚭ Franz Johann Joseph Graf von Waldstein, Herr von Wartenberg
- Franz Joseph (* 6. März 1697; † 4. März 1733) ⚭ Marie Isabella de Merode-Westerloo
- Franz Anton (* 30. Juni 1710; † 20. Dezember 1739).

## Auszeichnungen
- Ritter des Ordens vom Goldenen Vlies